# Орловец
Вижте пояснителната страница за други значения на Орловец.
Орло̀вец е село в Северна България, община Полски Тръмбеш, област Велико Търново.

## География
Село Орловец се намира на границата между средната и източната Дунавска равнина, в най-източната част на община Полски Тръмбеш, на 8 - 9 km на изток от град Полски Тръмбеш и около 33 km на север-североизток от град Велико Търново.
През Орловец минава третокласният Републикански път III-407, който на запад покрай село Каранци води към Полски Тръмбеш, а на изток през селата Виноград, Лозен, Горски Сеновец и Царски извор – към град Стражица. Надморската височина на пътя пред сградата на кметството е около 311 m, нараства на запад и север, в северния край на селото достига 330 – 340 m, намалява до към 276 m на изток по пътя, където той пресича малката местна река (ляв приток на река Баниски Лом), на около 400 m южно от стената на малък местен язовир. Селото е застроено на двата хълма северно и южно от пътя.
Населението на село Орловец, наброявало към 1946 г. 2104 души, намалява бързо до 901 към 1985 г. и относително по-бавно – до 417 към 2018 г.
При преброяването на населението към 1 февруари 2011 г., от обща численост 432 лица, за 165 лица е посочена принадлежност към „българска“ етническа група, за 26 – към „турска“, 0 – към ромска, за 14 – към други, за 18 – не се самоопределят и за 209 не е даден отговор.

## История
През 1934 г. дотогавашното име на селото Ѐрдованлии е променено на Ѝзгрев, а през 1950 г. – на Орло̀вец.
В Орловец е имало три училища. Първото е било килийно, в двора на църквата. Второто (към 2016 г. – музей), е построено през 1879 г. с пари, дарени от руския цар Александър Втори (към 2016 г. паметната плоча за дарението още стои на сградата). По-късно е построено третото училище, народно основно училище „Христо Ботев“, впоследствие разширено – заради големия тогава брой ученици, с надстрояване на втори етаж. През 2016 г. училището – преобразувано през 2011 г. в начално училище, е закрито поради малкия вече брой ученици.
През 1915 г. е създадено читалището „Възпитател -1915“. Към 2016 г. читалището няма собствена сграда, а само един салон в сградата на закритото начално училище, като се предвижда в училището да се премести и библиотеката с над 5500 тома, която се помещава в сградата на кооперацията.
На 24 май 1948 г. в село Орловец е учредено Трудово кооперативно земеделско стопанство (ТКЗС) „Вишински“, което в края на 1958 г. влиза – като „Бригада – село Орловец“, в състава на Обединено трудово кооперативно земеделско стопанство „Вл. И. Ленин“ – Полски Тръмбеш. По-нататък то се променя в: „Колективно земеделско стопанство (КЗС)“ (1989 – 1991); „Земеделска кооперация „Изгрев““ (1991 – 1992) и – последно – „Земеделска кооперация (ЗК) „Изгрев“ в ликвидация“ (1992 – 1995).
При избухването на Балканската война в 1912 г. един човек от Ердованлии е доброволец в Македоно-одринското опълчение.

## Население
Преброяване на населението през 2011 г.
Численост и дял на етническите групи според преброяването на населението през 2011 г.:
|                     | Численост | Дял (в %) |
| Общо                | 432       | 100,00    |
| Българи             | 165       | 38,19     |
| Турци               | 26        | 6,01      |
| Цигани              | 0         | 0,00      |
| Други               | 14        | 3,24      |
| Не се самоопределят | 18        | 4,16      |
| Неотговорили        | 209       | 48,37     |

## Обществени институции
Село Орловец към 2019 г. е център на кметство Орловец.
В Орловец към 2019 г. има:
- православна църква „Света Троица“, действаща само на големи религиозни празници;[15]
- действащо читалище „Възпитател – 1915“;[16][9]
- пощенска станция.[17]

## Културни и природни забележителности
Източно от селото, над язовира в местността „Баладжелъка“, е показано в кадастралната карта на страната към 2019 г. наличието на архитектурен паметник на културата „Неолитно селище“.

## Редовни събития
Съборът на селото е на 27 октомври Петковден.

## Други
- Христо Бойчев, драматург, (р. 1950 г.)